# Kurt Axelsson
Kurt Axelsson (10 de novembro de 1941 – 15 de dezembro de 1984) foi um futebolista sueco que atuava como zagueiro.

## Carreira
Axelsson competiu na Copa do Mundo de 1970, sediada no México, na qual a seleção de seu país terminou na nona colocação dentre os 16 participantes.